# Faba luetzeni
Faba luetzeni is een pissebed uit de familie Cryptoniscidae. De wetenschappelijke naam van de soort is voor het eerst geldig gepubliceerd in 1988 door Høeg & Bruce.